# Studentin Helene Willfüer
Studentin Helene Willfüer ist ein 1955 entstandener deutscher Spielfilm von Rudolf Jugert mit Ruth Niehaus in der Titelrolle. An ihrer Seite übernahmen Hans Söhnker und Erik Schumann die männlichen Hauptrollen. Das Filmdrama basiert auf dem Roman Stud. chem. Helene Willfüer (1928) von Vicki Baum.

## Handlung
Die Studentin Helene Willfüer erhält während einer Promotionsfeier ihre Doktorwürde in Tübingen. Ihr Blick ruht auf ihrem Doktorvater und Mentor Professor Mathias, der ihr in den vergangenen Jahren in so mancher Angelegenheit äußerst hilfreich zur Seite gestanden hat.
Rückblick: Helene Willfüer ist eine moderne junge Frau, die sich fest entschlossen hat, eine akademische Laufbahn einzuschlagen. Bei einer Vorlesung mit anschließender Diskussion lernte sie Professor Matthias kennen, der sich von ihrer wachen Intelligenz und dem Interesse am Studienstoff sehr angetan zeigt. Kurz darauf macht er Helene zu seiner persönlichen Assistentin. Rasch entwickelt sich eine enge, wenngleich stets professionelle Beziehung zwischen Lehrmeister und Schülerin. Man versteht sich blind. Dies passt der jungen, elsässischen Ehefrau des Professors, Yvonne Mathias, überhaupt nicht. Bald plagt sie die Eifersucht, denn die Professorengattin kann sich nicht vorstellen, dass zwischen ihrem Ehemann und der Chemiestudentin lediglich ein rein berufliches Verhältnis besteht. Yvonne sieht in Helene eine gefährliche Nebenbuhlerin. Außerdem langweilt sich die temperamentvolle Yvonne mit ihrem sehr viel älteren Mann, der die Arbeit im Forschungslabor seiner kapriziösen, anstrengenden und höchst extrovertierten Gattin mehr und mehr vorzieht, allmählich zu Tode.
Die Situation gewinnt an Dramatik, als Helene den jungen Arzt und Musikliebhaber Dr. Stefan Rainer kennen lernt. Man versteht sich außerordentlich gut, was Yvonne Mathias ebenfalls nicht passt, hatte sie doch ein Verhältnis mit dem jungen Akademiker, mit dem sie die Liebe zur Musik teilt. Auf einer von reichlich Alkoholkonsum begleiteten Silvesterfeier, die Helene Willfüer in Studentenkreisen verbringt, gesteht Stefan ihr, dass er sie liebe. Dies bringt Helene in einige Verlegenheit, hat sie sich während der langen und intensiven Zusammenarbeit mit ihrem Professor in diesen verguckt. Dennoch kommt es zu einer Liebesnacht, auch weil Helene auf diesem Wege versucht, sich Professor Mathias aus dem Kopf zu schlagen. Stefan Rainer selbst ist alles andere als gesund. Ihn plagen ständige Kopfschmerzen, die er mit selbst gesetzten Injektionen (nicht allzu erfolgreich) zu bekämpfen versucht. Als Dr. Rainer Helene einen Heiratsantrag macht, lehnt sie diesen ab, obwohl sie schwanger von ihm ist. Infolge dieser Zurückweisung verliert Stefan Rainer allmählich komplett die Kontrolle über sich. Von starken Kopfschmerzen geplagt, taumelt er nach Hause und fällt daheim auf die Couch, ohne die Kraft zu besitzen, sich erneut eine weitere Spritze zu setzen.
In dieser äußerst heiklen Situation stößt Yvonne dazu und sieht ihren Ex nahezu besinnungslos daniederliegen. Mit letzter Kraft bittet er die ehemalige Geliebte, ihm die dringend benötigte Spritze zu setzen. Sie tut dies auch, verkennt aber die notwendige Menge, sodass Stefan Rainer an einer Überdosis stirbt. Es kommt zu einem Gerichtsprozess, bei dem Helene Willfüer des Mordes angeklagt wird. Es gab mehrere Zeugen, die bestätigen können, dass sich Helene und Stefan zuletzt im Streit getrennt hätten. Professor Mathias und seine Kollegen sind hingegen fest von Helenes Unschuld überzeugt. Als Yvonne Mathias als Belastungszeugin auftritt, ahnt ihr wütender Gatte, dass seine eifersüchtige Ehefrau auf diese Weise Helene als lästige Nebenbuhlerin loswerden möchte. Es kommt zu einem heftigen Streit zwischen den beiden Eheleuten, und Professor Mathias beschließt, sich von seiner Gattin zu trennen. Helene Willfüer wird wegen Mangels an Beweisen freigesprochen und kann ihre Tätigkeit im Chemielabor wieder aufnehmen. Dort sucht sie Yvonne auf, und es kommt zu einer großen Auseinandersetzung, die in einer Handgreiflichkeit endet. Dabei gerät Helene mit einem giftigen Präparat in Berührung. Wieder ist es Yvonne, die mit der Spritze ein Gegengift zu setzen hat. Dabei gesteht die feurige Professoren-Gattin, dass sie es war, die Rainer die letale Injektion subkutan gesetzt hatte.
Zurück in der Gegenwart: Helene bekommt ihren Doktortitel und hat sich entschieden, einem Ruf an die Universität von Freiburg zu folgen. Professor Mathias wünscht ihr alles Gute und bleibt allein zurück. Er hat sich von Yvonne endgültig getrennt und will sich fortan ganz seiner Forschungsarbeit widmen.

## Produktionsnotizen
Die Dreharbeiten fanden zwischen dem 2. September und dem 20. Oktober 1955 in den CCC-Filmstudios von Berlin-Spandau und Bendestorf statt. Die Uraufführung war am 12. Januar 1956 im Duisburger Europa-Palast.
Wilhelm Sperber übernahm die Produktionsleitung. Ernst H. Albrecht entwarf die Filmbauten, die Paul Markwitz ausführte. Maria Brauner zeichnete für die Kostümentwürfe verantwortlich. Gerhard Krüger assistierte Chefkameramann Werner Krien. Eduard Kessel besorgte den Ton.
Der Stoff war 1929 unter dem Originaltitel Stud. chem. Helene Willfüer von Fred Sauer mit Olga Tschechowa in der Titelrolle als später Stummfilm erstmals verfilmt worden.

## Kritik
Bei Filmdienst heißt es: „In die 50er Jahre transponiert, verliert Vicky Baums Romanvorlage aus den 20er Jahren ihre zeit- und gesellschaftskritische Substanz. Oberflächliches Gesellschaftsdrama.“